# Cecyliusz z Kaleakte

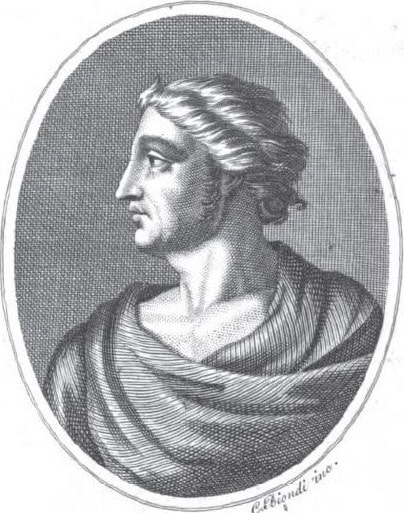
Cecyliusz z Kaleakte

Caecilius – grecki retor i krytyk literatury pochodzący z Kaleakte na Sycylii. Mieszkał i działał w Rzymie w czasach panowania Oktawiana Augusta.
Wspólnie z Dionizjuszem z Halikarnasu był współtwórcą attycyzmu. Spośród jego licznych dzieł literackich do czasów współczesnych przetrwały tylko fragmenty. Najważniejszym z jego dzieł jest Peri hypsus (O wzniosłości), znane z identycznie zatytułowanego traktatu nieznanego autora, polemizującego z poglądami Cecyliusza. Był także autorem zestawienia kanonu dziesięciu mówców.